# Batman Eternal
Pour les articles homonymes, voir Batman (homonymie).
Batman Eternal est une série de comics hebdomadaire, publiée par DC Comics sur une année, pour le 75e anniversaire de Batman. Éditée entre avril 2014 et avril 2015, elle est écrite par Scott Snyder, James Tynion IV, Ray Fawkes, Kyle Higgins et Tim Seeley. À la suite du succès de la série, une suite intitulée Batman and Robin Eternal sort en octobre 2015. Elle dure 26 numéros.

## Historique
En octobre 2013, DC Comics annonce le lancement de la série au début de l’année 2014, avec Scott Snyder à la tête du récit. Il est aidé par d’autres auteurs : James Tynion IV, John Layman, Ray Fawkes et Tim Seeley. Au début de la série, les dessins sont réalisés par Jason Fabok. Snyder et Tynion co-écrivent le premier arc narratif qui jette les bases de la série. Les scénarios passent ensuite à une histoire plus grande qui inclut le titre Batman de Snyder, une fois qu'il a terminé le scénario « L’An Zéro (Zero Year) ». La série fait partie de la célébration du 75e anniversaire de Batman. 
En novembre 2013, Snyder publie une image teaser de Fabok, intitulée « Happy Batsgiving », inspirée du tableau de Jean Leon Gerome Ferris, The First Thanksgiving (1621). L'image est censée être « pleine de références cachées » en lien avec la série. En décembre 2013, Seeley déclare que Snyder et Tynion ont créé les différents points principaux de l'intrigue de la série pour faire progresser chaque écrivain, mais qu'ils ont ensuite divisé toute l'histoire en différents genres dans lesquels chaque écrivain travaille. Fawkes ajoute également que chaque scénariste est, à tour de rôle, « l’auteur principal » d’un numéro, tandis que les autres continuent à apporter leur contribution à celui-ci.
En janvier 2014, Snyder révèle que chaque scénariste écrit des arcs pour la série, par opposition à chaque scénariste travaillant ensemble sur un seul numéro. Snyder déclare : « Il pourrait être plus difficile ou délicat de faire une série où chacun de nous réalise un arc qui mène à l'arc suivant, mais nous avons aimé cette idée. Nous avons aimé ce défi. » Pour faciliter cela, un grand document contenant toute l'histoire a été créé pour aider à déterminer où les grands moments devaient se produire et comment aider à connecter les arcs de chaque scénariste. Il est également annoncé en janvier que la série sera lancée en avril 2014 et que Layman a quitté le projet. Layman quitte la série au numéro 10 bien que son nom soit toujours cité jusqu’au numéro 21. Plus tard dans le mois, DC confirme l'arrivée de Kyle Higgins dans l'équipe des scénaristes ; Higgins travaillait sur la série Nightwing des New 52 jusqu'à son avant-dernier numéro en mars 2014.
La série commence par un arc sur trois numéros qui présente un aperçu de la fin de la série, ainsi que l'établissement de l'incident qui remodèle radicalement Gotham. Les numéros 4 à 7 mettent en place des intrigues plus petites partant de l'histoire principale, avant de passer à des arcs de trois numéros réalisés par les différentes équipes créatives. Sur ces arcs, Snyder déclare : « Chaque arc reflète les goûts et le véritable talent de chaque écrivain, et pourtant, en même temps, il se sentira vraiment homogène et singulier – comme une histoire grandiose qui change la donne et qui progresse à travers ces différents quartiers d'écriture d'une manière intéressante». Seeley cite le numéro 20 comme la fin de la « saison un » d'Eternal.
En juillet 2014, Snyder révèle que l'arc narratif « Endgame » de la série Batman se déroule après les événements de Batman Eternal. Il révèle que le numéro 34 sert à rattraper les événements de Batman Eternal, sans en gâcher la conclusion, tout en préparant le nouvel arc narratif qui s'étendra de Batman no 35 à 40. À partir d'octobre 2014, avec le scénario « Endgame », la plupart des titres du Batverse des New 52 se déroulent à la fin du scénario Eternal qui s'achève en avril 2015. Fin octobre, Snyder confirme que la série est interrompue après avril 2015 et reviendra pour une deuxième année.

### Batman(vol. 2)no28
En décembre 2013, Snyder annonce que Batman (vol. 2) no 28, initialement prévu pour faire partie de l'histoire « L’An Zéro », agirait plutôt comme un numéro de prévisualisation de Batman Eternal et de la future histoire dans Batman. Le numéro est écrit par Snyder et Tynion, avec les dessins de Dustin Nguyen et Derek Fridolfs. Snyder déclare que, si Batman (vol. 2) no 28 était un numéro de Batman Eternal, ce serait le numéro 39.5, ce qui équivaut à un an de temps entre la continuité vue à la fin de Forever Evil et le début de B. Eternal, et a été réalisé pour annoncer la direction que prendra Eternal en 2014,. Cependant, les sollicitations pour le numéro n°43 indiquent que ce numéro aurait des liens étroits avec Batman (vol. 2) n°28. 
Ce numéro présente une Gotham où la police n'est plus l'alliée de Batman et où un couvre-feu est imposé. Harper Row (Bluebird) aide Batman à enquêter sur le nouveau « caïd » de Gotham. Il est intégré dans l’édition du tome 4 de Batman Eternal chez Urban Comics.

## Traitement des arcs et des personnages
Chacun des scénaristes a parlé des différents aspects de Batman et de Gotham City qu'ils explorèrent dans leurs arcs. L'intrigue principale se déroulant dans les arcs de Snyder et Tynion, chaque écrivain a pu incorporer différents genres et aspects de l'univers Batman dans ses histoires :
- Tynion déclare qu'il se concentre sur certains des plus jeunes membres de la Bat-Famille, notamment les anciens Robins, Tim Drake et Stéphanie Brown. En outre, Tynion introduit un rôle plus important pour la Gotham Gazette et Vicki Vale, et examine comment leurs rôles en tant que journalistes affectent Gotham[19].
- Seeley révèle qu'il travaille dans les domaines de l'action, de l'espionnage et de l'aventure, et que son arc est centré sur Batgirl et Red Hood[20].
- Fawkes couvre le genre et l'aspect horrifique de Gotham, tout en se concentrant sur Batwing et Jim Corrigan[21]. Il ramène également Ten-Eyed Man, Doctor Double X et Maxie Zeus parmi d'autres vilains et personnages qui n'avaient pas été vus à Gotham depuis des années[22]. Il pense à introduire Julia Pennyworth, ce qui a tellement tenu à cœur à l'équipe créative qu'elle a « tout réorienté pour faire de [sa place dans l'histoire] l'un des éléments clés de la série[23] ».
- Layman, avant de quitter le projet, devait se concentrer sur « les aspects colorés de Gotham » et les vilains[6]. Le remplaçant de Layman, Kyle Higgins, poursuit dans cette voie[24] tout en adoptant une approche cinématographique. Higgins révèle également qu'il introduirait Zachary Gate, connu sous le nom de L’Architecte, de sa série Batman : Les Portes de Gotham (Batman: Gates of Gotham, 2011)[25].

Snyder déclare après la sortie de Batman (vol. 2) no 28, que Harper Row « est partout dans ce livre » et affirme plus tard que l'une des « épines dorsales » de la série est la relation entre Batman et Jim Gordon, les plaçant « dans des situations inédites où les conflits et les défis auxquels ils sont confrontés sont différents de tout ce qu'ils ont connu dans les pages ». En ce qui concerne les personnages qui apparaîtront dans la série, Tynion déclare : « Gotham est le meilleur coffre à jouets de l'industrie de la bande dessinée, et nous allons pouvoir jouer avec tous les jouets, même ceux qui se trouvent au fond de la poubelle et qui ont été oubliés ».
Tynion ajoute plus tard que Dick Grayson n'apparaîtrait pas dans la série, puisque la Bat-Famille le croit mort depuis les événements de Forever Evil. Le personnage apparaît dans son nouveau rôle de super-espion dans la série Grayson. Cependant, l'effet de « sa mort » sur la Bat-Famille sera exploré. Lors du Chicago Comic & Entertainment Expo de 2014, Tynion révèle que l'équipe créative a failli inclure Renee Montoya, qui n'est pas encore apparue dans les New 52, mais ils ont décidé de ne pas le faire, en indiquant : « Nous l'avons supprimée parce que nous ne voulions pas qu'elle soit juste dans l'arrière-plan du GCPD. Nous voulons qu'elle revienne pour sa propre histoire. »

## Synopsis
Dans un futur proche, Batman est attaché au Bat-Signal alors que Gotham City brûle autour de lui.
Dans le présent, le commissaire Gordon combat le professeur Pyg avant d'être rejoint par Batman. Les deux hommes se lancent à la poursuite de Pyg. Gordon accule l'un de ses hommes de main et lui ordonne de baisser son arme. L'homme de main déclare qu'il n'en a pas. Gordon tire, mais la balle touche un transformateur, ce qui provoque une énorme explosion et la collision de deux trains dans le métro de la ville. La police de Gotham City et Jason Bard, qui vient d'arriver dans le service, arrêtent Gordon, qui se voit refuser la liberté sous caution pour ses crimes et est assigné à la prison de Blackgate jusqu'à son procès. Batman visionne les images de l'accident et apprend que l'homme de main travaillait en fait pour Carmine Falcone, qui a discuté avec le maire Sebastian Hady d’un projet pour revenir à la Gotham précédant l'avènement de Batman. Pendant ce temps, les hommes de Falcone attaquent les caches d'armes du Pingouin. Le Pingouin se prépare alors à entrer en guerre. Le maire Hady, sous la direction de Falcone, promeut le major Jack Forbes au poste de commissaire intérimaire du GCPD, dont la priorité est d'arrêter Batman…

## Accueil et critiques
Le 5 décembre 2014, le site Comic Book Roundup attribue une note de 7,3/10 à la série, en se basant sur les critiques individuelles de chaque numéro. En février 2014, Batman Eternal, ainsi que le deuxième titre hebdomadaire de DC lancé en 2014, The New 52 : Futures End, figurent sur la liste des « Most Anticipated Comics of 2014 » d'IGN (« bandes dessinées les plus attendues de 2014 »).
Le premier numéro a reçu des critiques positives. Jim Johnson, de Comic Book Resources, lui attribue 4,5 étoiles sur 5, déclarant qu'il s'agissait d'un excellent début, non seulement pour une série hebdomadaire, mais aussi pour toute série de bandes dessinées. Michael Moccio de Newsarama a ajouté : « Du début à la fin de ce numéro, vous ne voudrez pas vous arrêter de tourner les pages et, à la dernière page, vous serez sur le fil du rasoir en attendant le prochain numéro », lui attribuant une note de 8 sur 10. Malgré quelques « dialogues maladroits » au début de Batman Eternal no 1, Mike Logsdon d'IGN donne à ce numéro une note de 8,6 sur 10, en raison de ses « mises en page cinématographiques, ses thèmes forts, l'utilisation intéressante d'un nouveau personnage et un nouveau mystère intriguant ».

### Ventes
Pour avril 2014, Diamond Comic Distributors annonce que les numéros 1 à 4 de Batman Eternal se classent dans les dix meilleures ventes du mois. Le dernier numéro de la série, le 52, atteint la 39e place.

## Publications

### Recueils en anglais
Aux États-Unis, DC Comics publie Batman Eternal pendant un an, à raison d'un numéro par semaine. La série est regroupée en trois tomes :
- Batman Eternal volume 1 : regroupe les numéros 1 à 21 de la série  (ISBN 978-1401251734)
- Batman Eternal volume 2 : regroupe les numéros 22 à 34 de la série  (ISBN 978-1401252311)
- Batman Eternal volume 3 : regroupe les numéros 35 à 52 de la série  (ISBN 978-1401257521)

### Recueils en français
Entre 2015 et 2016, l'éditeur Urban Comics sort l'intégralité de la série en version française :
- Batman Eternal tome 1 : regroupe les numéros 1 à 13 de la série, 296 pages, collection DC Renaissance  (ISBN 978-2-3657-7620-2)
- Batman Eternal tome 2 : regroupe les numéros 14 à 26 de la série, 296 pages, collection DC Renaissance  (ISBN 978-2-3657-7655-4)
- Batman Eternal tome 3 : regroupe les numéros 27 à 39 de la série, 296 pages, collection DC Renaissance  (ISBN 978-2-3657-7656-1)
- Batman Eternal tome 4 : regroupe les numéros 40 à 52 de la série, 296 pages, collection DC Renaissance  (ISBN 978-2-3657-7811-4)

## Continuité

### Séries dérivées
En juin 2014, DC annonce un nouveau titre au sein de la Bat-Famille, Arkham Manor, écrit par Gerry Duggan, avec Shawn Crystal aux dessins, pour une sortie en octobre 2014. En août, ils annoncent également Gotham by Midnight pour une sortie en novembre 2014, écrit par Ray Fawkes et dessiné par Ben Templesmith. Les deux séries découlent des événements de Batman Eternal, Arkham Manor se concentrant sur le Manoir Wayne devenant le nouvel asile d'Arkham, et Gotham By Midnight explorant Corrigan et « The Midnight Shif » (litt. « l'équipe de minuit ») du département de police de Gotham qui s'occupent des événements surnaturels. Arkham Manor se déroule après les événements de B. Eternal no 30, et Gotham by Midnight se déroule à la fin de l'histoire de B. Eternal qui s'est achevée en mars 2015.

### Suite
Lors du Comic-Con International de San Diego en 2015, DC annonce une suite : Batman and Robin Eternal. Tynion en est le scénariste principal, aux côtés de Snyder, Seeley, Genevieve Valentine, Steve Orlando, Jackson Lanzing, Collin Kelly et Ed Brisson, avec des illustrations de Tony Daniel, Paul Pelletier et Scot Eaton. Batman and Robin Eternal commence en octobre 2015 jusqu'en avril 2016, avec une parution hebdomadaire de 26 numéros, et célèbre le 75e anniversaire du personnage de Robin, tout comme Batman Eternal a célébré le 75e anniversaire du personnage de Batman. Tynion déclare : « Il s'agira en partie de Dick Grayson en tant que Robin dans le passé, aux côtés de Batman. C'est le premier mystère international de Dick, il pensait que c'était l'affaire la plus difficile de sa vie, mais il ne savait pas à qui il avait affaire. Il va tomber sur un mystère qui va ébranler les fondements du concept de Robin. C'est dans cette série que nous ramènerons Cassandra Cain dans l'univers DC. C'est l'un de mes personnages préférés, j'ai grandi à l'époque où elle était au premier plan. L'intégrer dans la continuité de cette histoire en particulier - les trois protagonistes de cette histoire sont Dick Grayson, Harper Row et Cassandra Cain. Cela va nous emmener dans le monde entier et faire intervenir tous les Robins. Toute la Bat-Famille, ».